# Боб Летчфорд
Боб Летчфорд (англ. Bob Latchford, нар. 18 січня 1951, Бірмінгем) — англійський футболіст, що грав на позиції нападника, зокрема, за клуби «Бірмінгем Сіті» та «Евертон», а також національну збірну Англії.

## Клубна кар'єра
У дорослому футболі дебютував 1968 року виступами за команду «Бірмінгем Сіті», в якій провів шість сезонів, взявши участь у 160 матчах чемпіонату.  Більшість часу, проведеного у складі «Бірмінгем Сіті», був основним гравцем атакувальної ланки команди. У складі «Бірмінгем Сіті» був одним з головних бомбардирів команди, маючи середню результативність на рівні 0,42 голу за гру першості.
Своєю грою за цю команду привернув увагу представників тренерського штабу «Евертона», до складу якого приєднався 1974 року. Відіграв за клуб з Ліверпуля наступні сім сезонів своєї ігрової кар'єри. Граючи у складі «Евертона» також здебільшого виходив на поле в основному складі команди. В новому клубі був серед найкращих голеодорів, відзначаючись забитим голом в середньому майже у кожній другій грі чемпіонату. У сезоні 1977/78 з 30 голами був найкращим бомбардиром англійського чемпіонату.
Згодом з 1981 по 1986 рік грав за «Свонсі Сіті», нідерландський «НАК Бреда», «Ковентрі Сіті», «Лінкольн Сіті» та «Ньюпорт Каунті».
Завершив ігрову кар'єру у нижчоліговому валійському «Мертір-Тідвіл», за який виступав протягом 1986—1987 років.

## Виступи за збірну
1977 року дебютував в офіційних матчах у складі національної збірної Англії. Протягом кар'єри у національній команді, яка тривала три роки, провів у її формі 12 матчів, забивши 5 голів.

## Титули і досягнення
- Володар Кубка Уельсу (3):

«Свонсі Сіті»: 1981/82, 1982/83
«Мертір-Тідвіл»: 1986/87
- Найкращий бомбардир Футбольної ліги Англії (1): 1977/78 (30 голів)